# Đê
1. Mực nước cao thiết kế (HWL)
2. Kênh nước cạn
3. Kênh lũ
4. Sườn phía sông
5. Bờ thoải phía sông
6. Đỉnh đê
7. Sườn phía đất liền
8. Bờ thoải phía đất liền
9. Bờ chắn
10. Kè bảo vệ nước cạn
11. Đất phía sông
12. Đê
13. Vùng đất thấp được bảo vệ
14. Vùng sông

Các thành phần của đê nhân tạo:

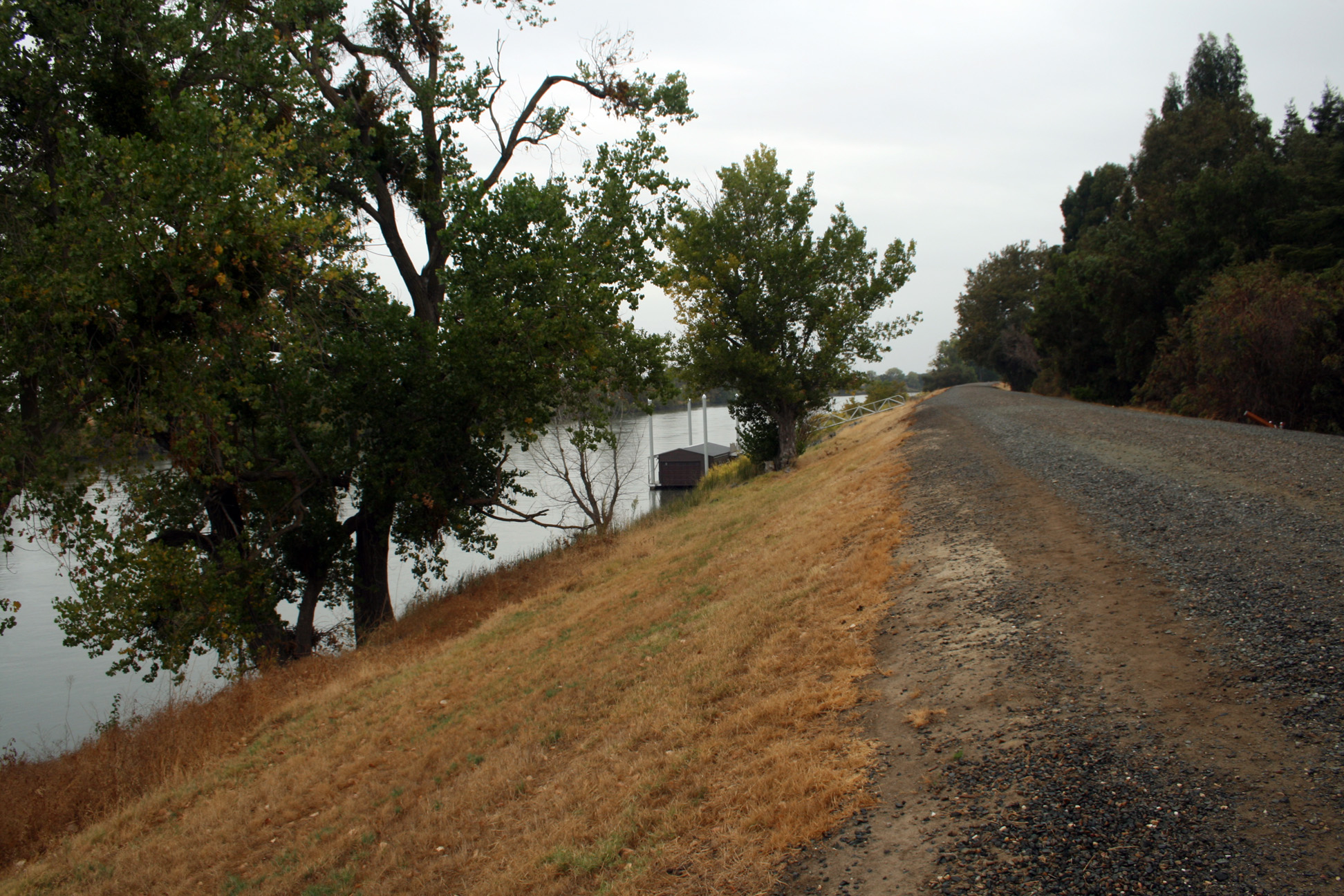
Dốc đê ở Sacramento, California

Đê hay còn gọi là đê điều là một lũy đất nhân tạo hay tự nhiên kéo dài dọc theo các bờ sông hoặc bờ biển hoặc các loại đê nhân tạo tạm thời để ngăn nước ngập một khu vực cụ thể.

## Lịch sử
Cư dân của văn minh thung lũng Indus đã đắp những con đê đầu tiên trên thế giới vào khoảng thiên niên kỷ 1 TCN. Đây cũng là giai đoạn mà xưởng đóng tàu tại Lothal đưa vào hoạt động. Việc sử dụng đê đã được biết đến từ đó.

## Đê nhân tạo

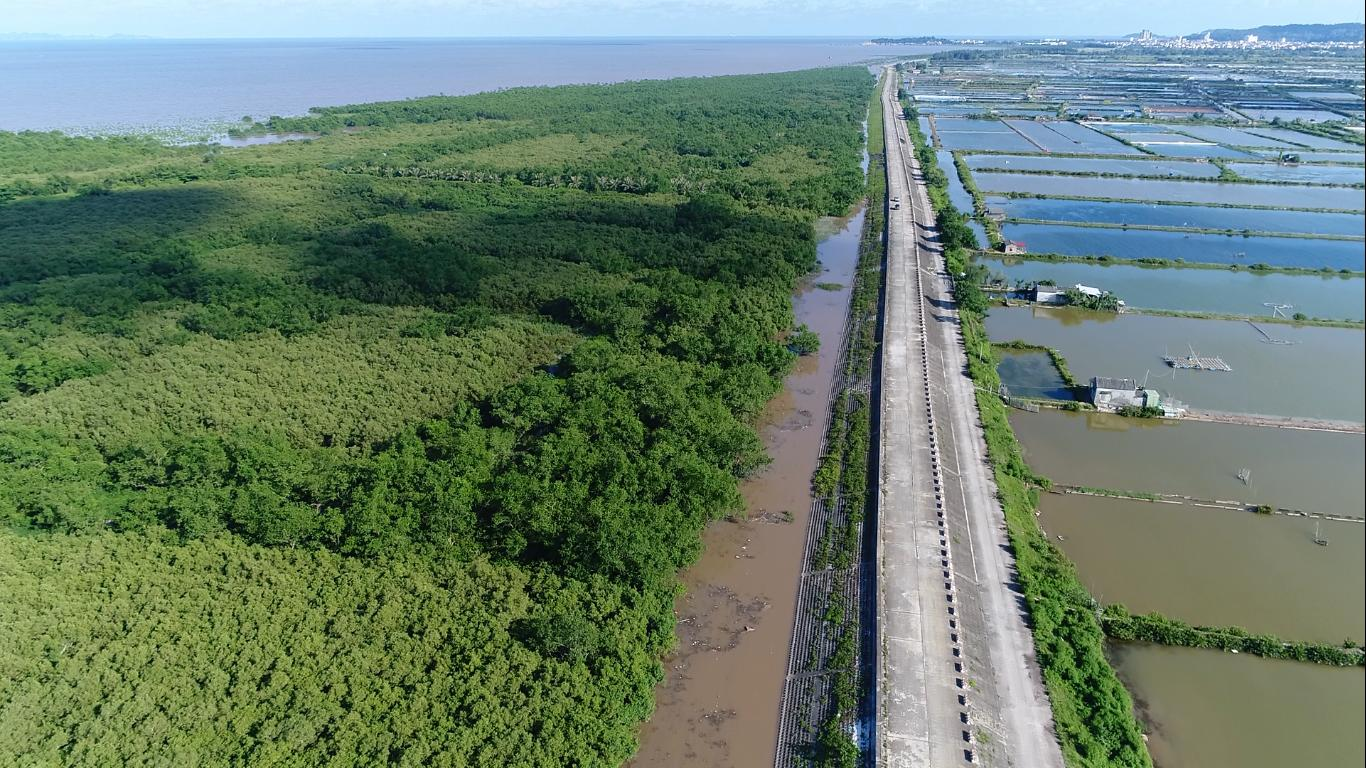
Đê biển tại quận Dương Kinh, Hải Phòng

Vai trò chính của đê nhân tạo là ngăn ngập lụt, tuy nhiên, chúng cũng có thể là làm hẹp dòng chảy làm cho dòng nước chảy nhanh hơn và dâng cao hơn. Đê có thể được tìm thấy dọc theo bờ biển, nơi mà các cồn cát không đủ chắc hoặc dọc theo sông, hồ và các vùng đất lấn biển để bảo vệ phía trong bờ khi có các đợt nước dâng cao. Hơn thế nữa, đê được xây dựng còn với mục vây để ngăn không cho nước ngập một khu vực cụ thể (như khu dân cư).
Đê nhân tạo có thể là loại vĩnh cửu hoặc tạm thời được xây dựng để chống lũ trong trường hợp khẩn cấp. Trong trường hợp khẩn cấp loại đê tạm thời được dựng lên trên đỉnh của đê hiện hữu.

### Đê ở Việt Nam

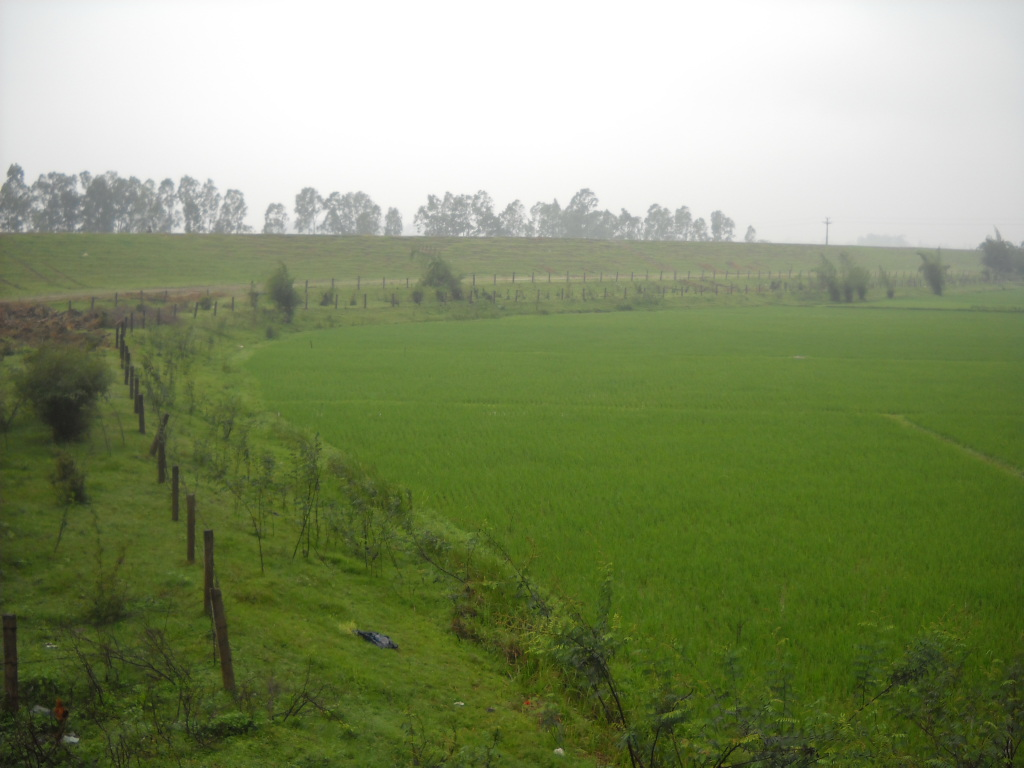
Đê Bấn dọc sông Lam ở Hồng Lĩnh, Hà Tĩnh

Ở Việt Nam việc đắp đê phổ biến nhất dọc hai bên bờ sông Hồng, sông Mã, sông Lam,.. ở miền Bắc. Ngoài con đê chính, lui vào sâu hơn trong đất liền có khi người dân còn đắp thêm những con đê phụ gọi là đê quai hoặc đê con trạch, phòng hờ đê chính vỡ thì còn cứu được phần nào ruộng xa sông khỏi bị lụt.
Việc canh đê từ lâu là một sự việc tối quan trọng. Các triều đại trước có cả quan hộ đê điều động dân chúng khi nước lũ đe dọa đê. Ở miền Bắc mùa lũ khi nước sông dâng cao vào thời điểm này thì tiếng Việt có danh từ con nước mã để gọi vì mùa này cũng gần vào Tháng Bảy âm lịch với lễ Vu lan khi dân chúng đốt vàng mã nhân ngày xá tội vong nhân.

## Đê tự nhiên
Đê tự nhiên là loại được hình thành do sự lắng đọng của các trầm tích trong sông khi dòng nước này tràn qua bờ sông thường là vào những mùa lũ. Khi tràn qua bờ, vận tốc dòng nước giảm làm các vật liệu trong dòng nước lắng đọng theo thời gian nó sẽ cao dần và cao hơn bề mặt của đồng lụt (khu vực bằng phẳng bị ngập lụt).
Trong trường hợp không có lũ, các trầm tích có thể lắng dọng trong kênh dẫn và làm cho bề mặt kênh dẫn cao lên. Sự tương tác qua lại này không chỉ làm cao bề mặt của đê mà thậm chí làm cao đáy sông. Các đê thiên nhiên đặc biệt được ghi nhận dọc theo sông Hoàng Hà, Trung Quốc gần biển nơi đây các con tàu đi qua ở độ cao mặt nước cao hơn bề mặt đồng bằng. Các đê thiên nhiên là đặc điểm phổ biến của các dòng sông uốn khúc trên thế giới.